# Quintus Flavius Maesius Egnatius Lollianus
Quintus Flavius Maesius Egnatius Lollianus (signo Mavortius) war ein spätantiker römischer Beamter und Angehöriger der Senatsaristokratie des 4. Jahrhunderts. 
Lollianus, ein vir clarissimus, begann seine Ämterlaufbahn als quaestor candidatus. Dieses Amt war weniger ein eigentliches politisches Amt, sondern vielmehr eine ehrenvolle Verpflichtung, die oft jungen Angehörigen der senatorischen Elite übertragen wurde. Danach folgte die Stadtprätur. Parallel dazu war er augur publicus populi Romani Quiritium; er war also Heide (d. h. kein Angehöriger des mit der konstantinischen Wende aufstrebenden Christentums).
Lollianus war als curator alvei Tiberis et cloacarum sacrae urbis verantwortlich für die Instandhaltung des Tiberufers und der Kanalisation der Stadt Rom. Gleichzeitig war er curator operum publicorum, wodurch er die Aufsicht über öffentliche Bauprojekte in Rom führte. Ab dem 1. März 328 war Lollianus als curator Aquarum et Minuciae verantwortlich für die Verwaltung der römischen Wasserversorgung, einschließlich der sogenannten „Aqua Minucia“. Als consularis Campaniae zwischen 328 und 334 war Lollianus für die Verwaltung der Region Kampanien zuständig. Während dieses Amtes empfing er im „tiefsten Winter“ den Besuch des Iulius Firmicus Maternus, der Lollianus das achtbändige astrologische Werk Mathesis widmete.
Unter Konstantin war Lollianus zwischen 330 und 336 comes Orientis vice sacra iudicans. Damit übernahm er die Verwaltung des Ostens und übte kaiserliche Gerichtsaufgaben aus. Zwischen 329 und 335 wurde er comes Flavialis, ein Titel, der seine Nähe zur flavischen Dynastie anzeigt, und comes primi ordinis, womit er zur höchsten Rangstufe der kaiserlichen Berater gehörte. Er war intra palatium tätig, also im kaiserlichen Palast.
Zwischen 334 bis 337 war Lollianus Prokonsul der Provinz Africa, ebenfalls mit der Funktion des vice sacra iudicans. Firmicus Maternus hebt seine „Strenge“ hervor. Von April bis Juli 342 war Lollianus Stadtpräfekt von Rom. Auch hier war er vice sacra iudicans. Nach seiner Stadtpräfektur wurde Lollianus unter Kaiser Constans erneut (iterum) zum comes ordinis primi intra palatium ernannt. 
Im Jahr 355 wurde Lollianus zusammen mit Arbitio Konsul. Von 355 bis 356 diente er unter Kaiser Constantius II. als Prätorianerpräfekt in Illyrien, wie durch Ammianus Marcellinus belegt ist. Ammianus beschreibt ihn als vir sublimis constantiae („Mann von herausragender Standhaftigkeit“). 356 wurde Lollianus mit der Untersuchung eines Hochverratsfalls beauftragt. Ursulus, der comes sacrarum largitionum, wurde vom kaiserlichen Hof in Mediolanum (heute Mailand) zu ihm gesandt, um als Kollege an der Untersuchung teilzunehmen.
Lollianus’ Söhne waren Placidus Severus, vicarius urbis 364–365, der ihm zu Ehren eine Statue in Rom aufstellte, sowie Quintus Flavius Maesius Cornelius Egnatius Severus Lollianus, praetor triumphalis. 